# یدالله عضدی
یدالله میرزا امیراعظم  (۱۲۷۷ تهران – امرداد ۱۳۴۰ بوئنوس آیرس) که نام خانوادگی عضدی برگزید، شاهزاده قاجار و دیپلمات بلندپایه دوران پهلوی بود که به وزارت امورخارجه و وزارت راه رسید.

## پیشینه خانوادگی
هنگام تولد یدالله میرزا در سال ۱۲۷۷ خورشیدی، پدرش نصرت‌الله میرزا امیراعظم تفنگدارباشی مظفرالدین شاه و پدربزرگش وجیه‌الله میرزا سپهسالار وزیر جنگ ایران بود. پدربزرگ پدر او سلطان احمد میرزا عضدالدوله (نویسنده تاریخ عضدی) فرزند فتح‌علی‌شاه قاجار از زن سوگلی او طاووس خانم تاج‌الدوله بود که اهل گرجستان و زنی شاعر و ادیب و خطاط بود. فتح‌‌‌علی شاه تخت طاووس را به نام او نامگذاری کرد. یدالله میرزا نیز بعدها که شناسنامه و نام خانوادگی در ایران رواج یافت، بر اساس لقب نیای پدری‌اش عضد‌الدوله نام‌خانوادگی عضدی را برگزید. مادر یدالله میرزا عفت‌الدوله دختر احمد خان علاءالدوله و از خاندان دَوَلوی قاجار بود.
یدالله میرزا نزد معلمان خصوصی در خانه تحصیل کرد و گذشته از صرف و نحو فارسی و عربی، دروس جدید مانند فیزیک، شیمی، مثلثات، هندسه و ریاضیات را فراگرفت. زبان فرانسه را نیز آموخت. در پانزده سالگی او را برای ادامه تحصیل به استانبول فرستادند. پدرش نصرت‌الله میرزا که از مشروطه‌خواهان بود، حکمران قومس (استان سمنان کنونی) شده بود که املاک وسیعی در آن داشت. در بحبوحه جنگ جهانی اول که قشون‌های روس و انگلیس وارد ایران شده و با آلمانی‌ها و عثمانی‌ها می‌جنگیدند، به خیال سلطنت افتاد و سپاهی فراهم کرد اما در سال ۱۲۹۵ خورشیدی در جنگ با نیروهای دولتی به فرماندهی اسماعیل خان شعاع لشکر کشته شد. 
یدالله میرزا را که سه سالی از اقامتش در استانبول نگذشته بود، پس از قتل پدر به تهران خواستند و او همراه عموی پدرش، عبدالمجید میرزا عین‌الدوله نزد احمدشاه رفت. شاه به او تسلیت گفت و از او دلجویی کرد و لقب پدرش، امیراعظم و حکمرانی شاهرود و سمنان و دامغان را به او داد که از مشاغل پدرش بود. 

## خدمات دولتی
یدالله میرزا پس از  چند سال به حکومت استرآباد (گرگان) رفت و باز دوباره به حکومت شاهرود و سمنان و دامغان منصوب شد تا اینکه در سال ۱۳۰۶ به وزارت امور خارجه انتقال یافت و مستشار سفارت ایران در برلن شد. پس از بازگشت به تهران، به ریاست ادارهٔ کارگزینی وزارت امورخارجه منصوب شد و مدتی هم همزمان با ریاست این اداره، ریاست کابینهٔ وزارتی (دفتر وزیر) را نیز داشت. 
عضدی در سال ۱۳۱۰ با سمت شارژدافر (کاردار) به واشنگتن رفت و پس از دو سال، وزیرمختار ایران در لهستان شد. پس از بازگشت، سمت بازرسی و ریاست اداره تذکره و سجلات و تابعیت را داشت  تا اینکه در سال ۱۳۲۰ الله‌یار صالح  معاون مالی وزارت دارایی به عنوان سفیر رهسپار امریکا شد و سرتیپ رضاقلی امیرخسروی به جای او، عضدی را برگزید و در هفتم اردیبهشت ۱۳۲۰ در این سمت معرفی کرد. 
یدالله عضدی در یازدهم اسفند ۱۳۲۰ در چهارمین ترمیم کابینه ذکاءالملک فروغی به سمت وزیر دارایی تعیین شد و مجلس با اکثریت ضعیفی به این کابینه رای اعتماد داد ولی فروغی از این عمل مجلس تکدر خاطر پیدا کرد و از نخست‌وزیری استعفا داد. علی سهیلی جانشین فروغی شد و در هجدهم اسفند یدالله عضدی را به عنوان وزیر راه به مجلس معرفی کرد. در امرداد ۱۳۲۱ که قوام‌السلطنه را مجلس به نخست‌وزیری انتخاب کرد، عضدی در سمت خود ابقا شد اما در پی حوادث هفده آذر آن سال جزو وزیرانی بود که از دولت قوام رفتند. 
در سال ۱۳۲۲ عضدی به سمت وزیرمختار ایران در برزیل تعیین شد و سفارت را در آنجا بنیاد نهاد. این مأموریت نزدیک به پنج سال به طول انجامید و عضدی علاوه بر وزیر مختاری در برزیل، وزیر مختار اکرودیته در آرژانتین بود و بالاخره وزیرمختار در اسپانیا و در ۱۳۳۹ سفیرکبیر ایران در عراق شد. 
در شهریور ماه ۱۳۳۹ عضدی به تهران احضار شد و جعفر شریف‌امامی نخست‌وزیر وقت، او را به وزارت امور خارجه تعیین کرد و تا ۲۰ اردیبهشت ۱۳۴۰ در آن سمت بود. سپس سفیرکبیر ایران در آرژانتین شد ولی چند ماه بعد به علت سکته قلبی در همان‌جا درگذشت.

## یادگارها  بازماندگان و جانشین عضدی
یدالله عضدی در جوانی با توران دختر وثوق‌الدوله ازدواج کرد و صاحب دو دختر شد. وی یکی از مالکین عمده سمنان و شاهرود بود  یک کارخانه قند در آنجا بنیاد نهاد. امیریه شاهرود، باغ امیر سمنان از او باقی ماند. از جانشین خاندان عضدی، یعنی معتضدلملک، محمد عظیما موقوفات عظیما که امروزه شامل  بیمارستان عظیما، درمانگاه عظیما، خوابگاه دانشجویان و مدرسه در شاهرود می‌شود به یادگار مانده.